# Campeonato Maldivo de Futebol de 2019–20
O Campeonato Maldivo de Futebol (nome oficial, Dhivehi League) de 2019–20 foi a edição 47 desde seu estabelecimento em 1972.

## Início
A competição começou em 14 de junho de 2019, sendo a primeira partida, 
Nilandhoo FC 0-2 Da Grande e terminou no dia 2 de março de 2020, sendo
Maziya S&RC 1-2 Eagles a última partida da competição.

## Equipes Participantes
- Green Streets (Machchangolhi)
- Eagles (Maafannu)
- Da Grande	(Maafannu)
- Foakaidhoo FC (Shaviyani Atoll)
- Maziya S&RC (West Maafannu)
- Nilandhoo FC (Faafu Atoll)
- Super United (Machchangolhi)
- TC Sports (Henveiru)
- United Victory (Galolhu)
- Victory SC (Malé)

## Campeão
A competição foi realizada em 16 rodadas e vencida pela equipe do Maziya Sports and Recreation Club, que com 13 vitórias, dois empates e apenas uma derrota, somou 41 pontos, oito pontos a mais que a equipe segunda colocada Eagles.

## Classificados para Copa AFC
A equipe do Maziya S&RC,campeã do certame, foi a primeira classificada para a copa AFC, e já entra na fase de grupo da competição. Já a equipe do Eagles, terá que conseguir passar pela fase prelimibar da competição.

## Classificação Primeira Fase
Fonte: Soccerway
| # | Equipe         | Jogos | Vitórias | Empates | Derrotas | Gols Marcados | Gols Sofridos | Saldo de gols | potuação |
| - | -------------- | ----- | -------- | ------- | -------- | ------------- | ------------- | ------------- | -------- |
| 1 | Maziya S&RC    | 16    | 13       | 2       | 1        | 59            | 8             | (+51)         | 41       |
| 2 | Eagles         | 16    | 9        | 6       | 1        | 40            | 21            | (+19)         | 33       |
| 3 | TC Sports      | 16    | 8        | 4       | 4        | 29            | 19            | (+10)         | 28       |
| 4 | Green Streets  | 16    | 7        | 5       | 4        | 37            | 22            | (+15)         | 26       |
| 5 | Da Grande      | 16    | 5        | 6       | 5        | 23            | 21            | (+2)          | 21       |
| 6 | Foakaidhoo FC  | 16    | 5        | 5       | 6        | 19            | 22            | (-3)          | 20       |
| 7 | United Victory | 16    | 4        | 4       | 8        | 26            | 41            | (-15)         | 16       |
| 8 | Nilandhoo FC   | 16    | 4        | 2       | 10       | 24            | 54            | (-30)         | 14       |
| 9 | Victory SC     | 16    | 0        | 0       | 16       | 1             | 50            | (-49)         | 0        |

## Classificação da Fase Final
| # | Equipe        | Jogos | Vitórias | Empates | Derrotas | Gols Marcados | Gols Sofridos | Saldo de gols | potuação |  |
| - | ------------- | ----- | -------- | ------- | -------- | ------------- | ------------- | ------------- | -------- |  |
| 1 | Maziya S&RC   | 21    | 16       | 3       | 2        | 74            | (-12)         | 51            | Campeão  |  |
| 2 | Eagles        | 21    | 13       | 6       | 2        | 56            | (-25)         | 45            |          |  |
| 3 | TC Sports     | 21    | 12       | 5       | 4        | 42            | (-21)         | 41            | [C]      |  |
| 4 | Green Streets | 21    | 8        | 5       | 8        | 45            | (-41)         | 29            |          |  |
| 5 | Da Grande     | 21    | 7        | 6       | 8        | 33            | (-32 )        | 27            | [P]      |  |
| 6 | Foakaidhoo FC | 21    | 5        | 5       | 11       | 20            | (-45)         | 20            |          |  |